# José Enrique Alvarez
José Enrique Alvarez (* 1955) ist ein amerikanischer Jurist und Professor an der New York University.

## Ausbildung und beruflicher Werdegang
Alvarez besuchte zwischen 1973 und 1977 die Harvard University, wo er einen Abschluss in Sozialwissenschaften erwarb. Hieran schloss sich ein zweijähriges Studium am Magdalen College der Universität Oxford an. 1981 erwarb er nach weiterführendem zweijährigen Studium den Juris Doctor an der Harvard Law School. Während seiner Promotion arbeitete er in der Redaktion des Harvard International Law Journal. Nach Abschluss seiner Ausbildung arbeitete Alvarez zunächst als wissenschaftlicher Mitarbeiter für Richter Thomas Gibbs Gee am United States Court of Appeals for the Fifth Circuit. Von 1982 bis 1983 war er als Anwalt bei der Kanzlei Shea & Gardner in Washington, D.C. tätig. 1983 erhielt er einen Ruf an die Georgetown University. Zugleich beriet er das Außenministerium der Vereinigten Staaten in Fragen der ausländischen Direktinvestitionen. Hierbei war er unter anderem zuständig für die Verfahren vor dem Iran-United States Claims Tribunal. Zugleich war er Berater der United States Agency for International Development. 1989 wechselte auf eine Professur an der George Washington University. 1994 übernahm er die Leitung des Instituts für Internationales Recht und Rechtsvergleichung der University of Michigan Law School. Diese Position hatte er bis 1999 inne, bevor er auf eine Professur für Völkerrecht und Diplomatie an der Columbia University wechselte. Seit dem Herbstsemester 2009 hat er die Herbert and Rose Rubin Professur für Völkerrecht an der New York University inne. Daneben leitet er das LL.M.-Programm der Universität. Von Mai 2010 bis Juni 2012 beriet er das Büro des Chefanklägers beim Internationalen Strafgerichtshof in völkerrechtlichen Fragen.

## Mitgliedschaften und Auszeichnungen
Alvarez gehörte 1992 und 1996 der American Bar Association an. Seit 1997 ist er in der Redaktion des American Journal of International Law, seit April 2013 als dessen Chefredakteur tätig. Sein Stellvertreter in dieser Position ist Benedict Kingsbury. Zwischen 2006 und 2008 stand Alvarez der Amerikanischen Gesellschaft für internationales Recht als Präsident vor. 2021 wurde Alvarez in die American Academy of Arts and Sciences gewählt. Für 2024 wurde ihm die Manley-O.-Hudson-Medaille zugesprochen.

## Veröffentlichungen (Auswahl)
- The public international law regime governing international investment. Hague Academy of International Law, Den Haag 2011, ISBN 978-90-04-18682-8
- Are international judges afraid of science? a comment on Mbengue. In: Loyola of Los Angeles international and comparative law review. 34(2011), Nr. 1, ISSN 0277-5409, S. 81–98.
- State sovereignty is not withering away - a few lessons for the future. In: Antonio Cassese (Hrsg.): Realizing utopia - the future of international law. Oxford University Press, Oxford 2012, ISBN 0-19-969166-5, S. 26–37.
- Revisiting the necessity defense: Continental Casualty v. Argentina. In: Yearbook on international investment law & policy. 2012, ISBN 978-0-19-981235-6, S. 319–362.
- Tadić revisited: the Ayyash decisions of the Special Tribunal for Lebanon. In: Journal of international criminal justice. 11 (2013), Nr. 2, ISSN 1478-1387, S. 291–302.